# Vehicle de guiat automàtic

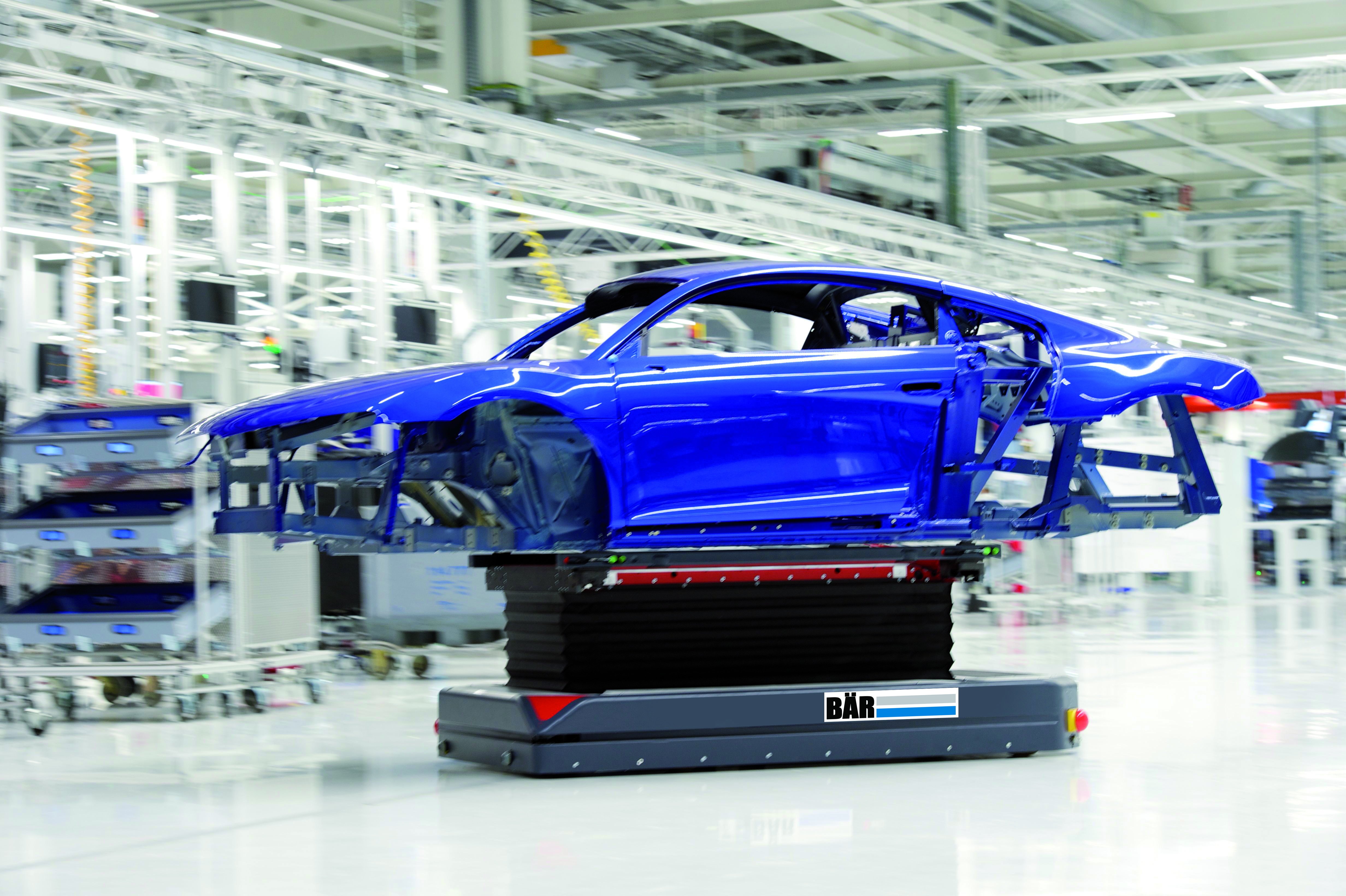
Un AGV transportant el xassís d'un Audi R8 a travės d'una fàbrica del grup Volkswagen a Heilbronn l'any 2014.

Els vehicles de guiat automàtic, també coneguts com a AGV de l'anglès automated guided vehicle, són un tipus de robot mòbil per a entorns industrials. Són vehicles sense conductor que segueixen automàticament una ruta i transporten components o productes a través d'un magatzem o fàbrica.
Els AGV poden tenir diferents tipus de xassís segons la tasca que hagin de fer, per exemple elevadors o remolcadors, i generalment es mouen amb motors alimentats per bateries elèctriques. Per orientar-se disposen de sistemes d'odometria, i sovint marcadors magnètics o òptics al terra, que els guien per una ruta predefinida. També tenen instal·lats diferents sensors de seguretat, que detecten obstacles i aturen el robot fins que hi hagi via lliure.
L'any 2021 es van vendre més de 100.000 vehicles de guiat automàtic a tot el món, per un valor de gairebé 3.000 milions de dòlars. Segons la Federació Internacional de Robòtica, la tendència d'instal·lació de robots mòbils és creixent globalment i 286 companyies en fabriquen. Els vehicles de guiat automàtic van aparèixer a la dècada dels 50, però no seria fins vint anys després que es començarien a implementar a gran escala a la indústria automobilística. Després de la recessió de principis dels 90, els AGVs es van aplicar a més indústries gràcies a la introducció de nous estàndards de seguretat i electrònica. Amb l'esclat del comerç electrònic l'ús dels vehicles de guiat automàtic s'ha estès, amb empreses com Amazon fent servir més de 100.000 d'aquests robots del 2018 ençà.

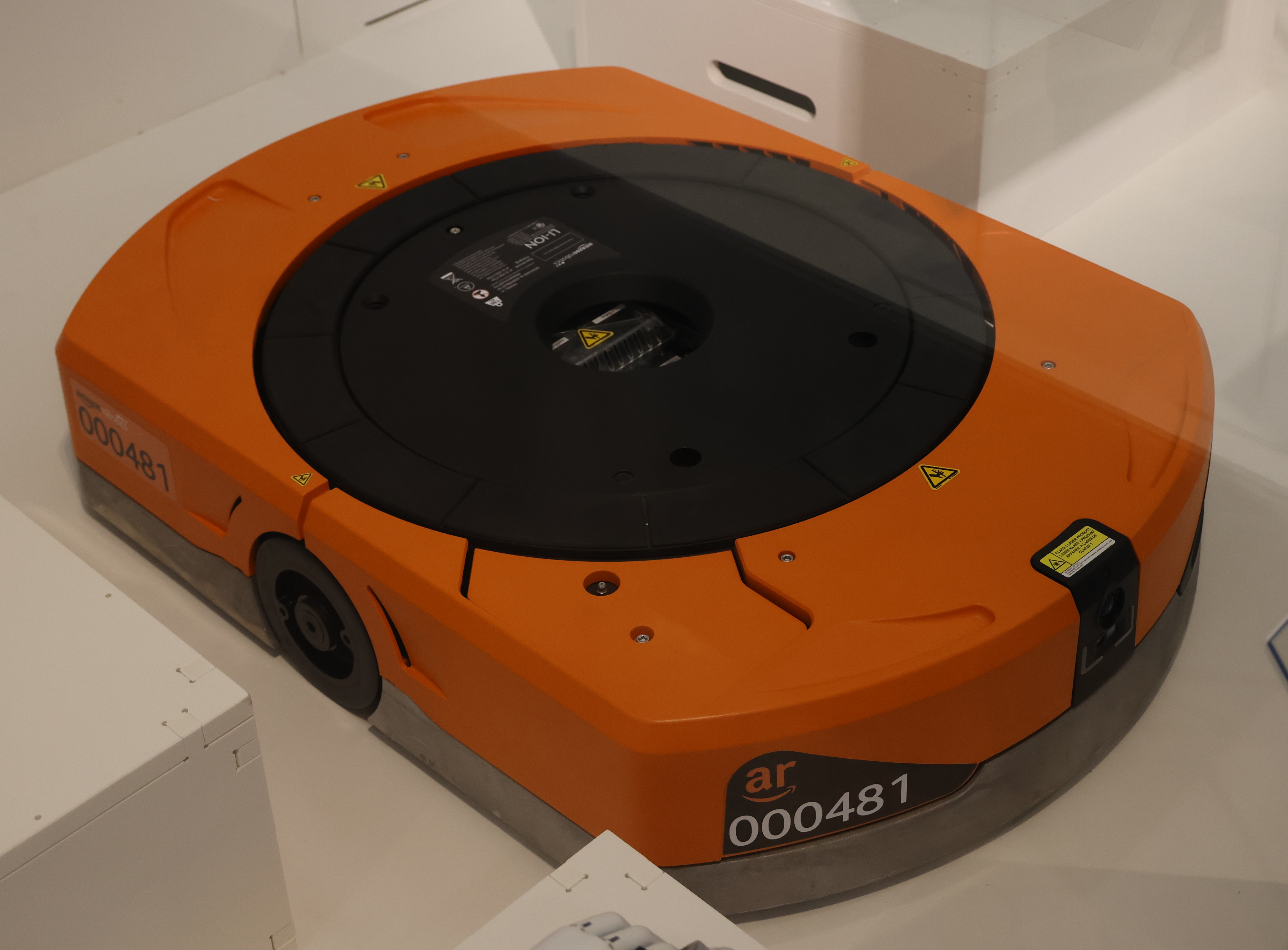
Un vehicle de guiat automàtic d'Amazon Robotics fotografiat l'any 2020.

## Sistemes
Per dur a terme la seva tasca els AGV disposen de diversos sistemes. El primer és el de navegació, que permet al robot orientar-se i desplaçar-se de forma autònoma i sol constar d'uns marcadors que estan instal·lats al terra i uns sensors al vehicle. El segon sistema és el de control, especialment important quan hi ha més d'un robot, serveix per organitzar el trànsit dels AGV. La tercera part és el vehicle, el xassís i tots els components per desplaçar la càrrega. Finalment hi ha l'entorn, durant la instal·lació dels vehicles de guiat automàtic s'ha de tenir en compte la zona on treballaran i, en cas que sigui necessari, adaptar-la.

### Vehicle
Els vehicles de guiat automàtic se solen classificar segons el xassís, que caracteritza la manera com transporten les càrregues. Els més habituals són el tipus carretó elevador, que pot transportar palets amb una forca frontal, el tipus plataforma, que pot carregar caixes o materials a sobre, i el tipus remolcador, que té un ganxo per arrossegar un o més remolcs. El tipus plataforma, a més de transportar càrregues també es pot fer servir com a base mòbil en cadenes de muntatge, alguns tenen la capacitat de variar la seva alçada per adaptar-se a l'entorn o treballadors. Algunes indústries també disposen de models especials, dissenyats per transportar càrregues específiques, per exemple bobines de metall.

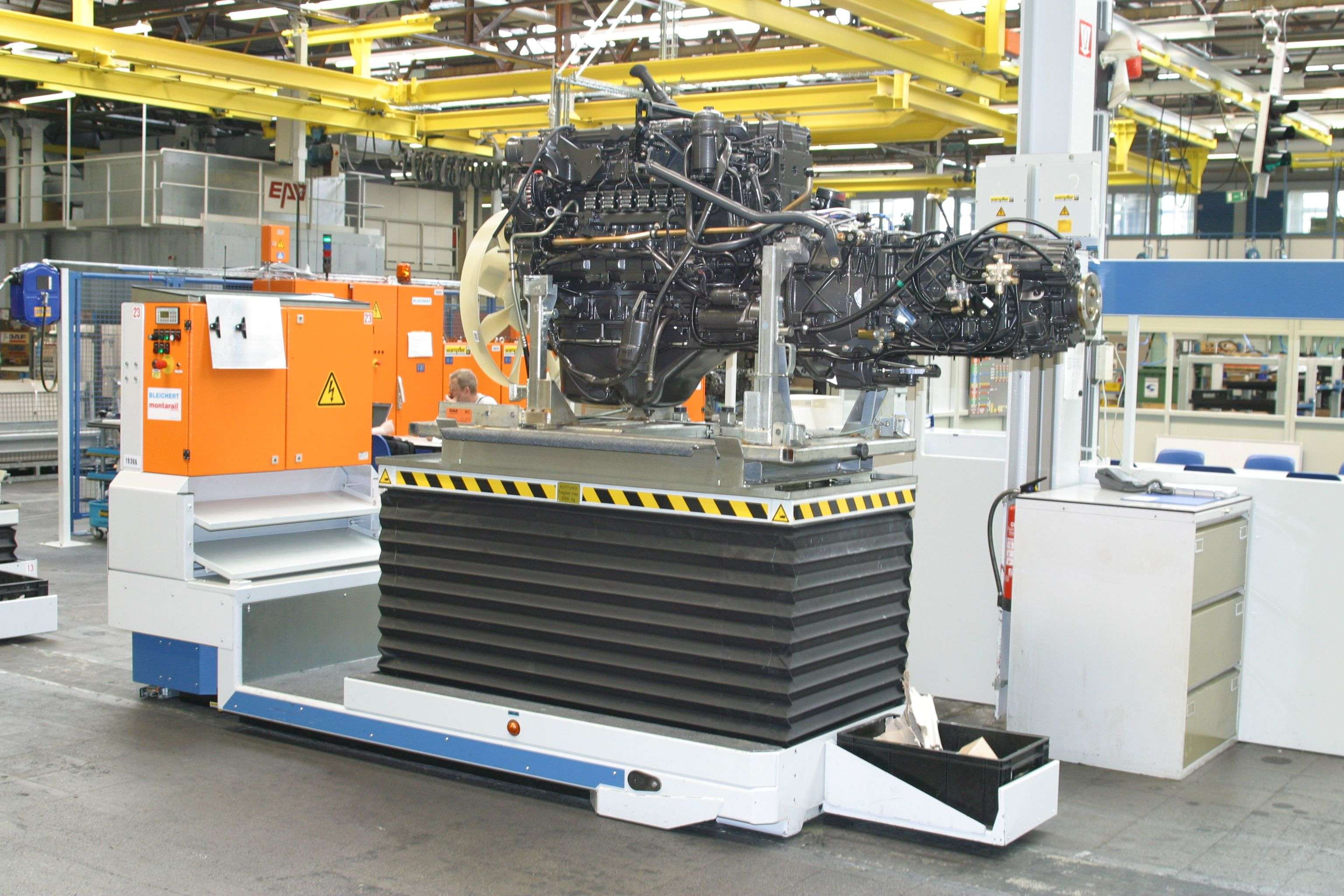
Un AGV de plataforma fet servir com a base de muntatge mòbil en una fàbrica de motors a Alemanya.

Aquests xassís se solen desplaçar fent servir rodes de poliuretà o poliamida, que són altament resistents i no deixen marques al terra. Si han de moure's per l'exterior generalment es fan servir rodes de cautxú o pneumàtics convencionals, més elàstics però que dificulten determinar la posició del vehicle.
La distribució i motricitat de les rodes determina els graus de llibertat del robot: si té 3 graus de llibertat es pot moure lliurement, si només en té 2 es desplaça linealment. Tenir 3 gdl permet poder anar en qualsevol direcció, una característica que pot ser molt important en espais limitats. En cas de 2 gdl el vehicle de guiat automàtic pot tenir limitacions segons el seu radi de gir, tot i que si les rodes motrius són al centre l'AGV pot girar sobre si mateix. L'ús de quatre rodes mecanum, per aconseguir tres graus de llibertat també és habitual. Per incrementar la capacitat de càrrega del vehicle, sense afegir rodes motrius, sovint s'afegeixen rodes de suport giratòries. Finalment, en alguns casos, s'incorporen unes rodes que no carreguen pes i que no pateixen lliscament, que serveixen per prendre mesures molt acurades del desplaçament del vehicle.
En la majoria de casos es fan servir motors elèctrics, excepte en alguns AGV per exteriors, amb un voltatge de funcionament d'entre 24 i 96 volts. Tot i que es poden fer servir motors de corrent continu, generalment s'usen motors de corrent altern, que necessiten menys manteniment. Un sistema motor típic consisteix en una roda, una transmissió, fre electromagnètic o hidràulic i el motor elèctric. Aquest conjunt permet que el robot avanci a una velocitat final estàndard d'un metre per segon, semblant a la d'una persona caminant.
Tot el vehicle ha d'estar proveït d'energia per desplaçar-se i alimentar els sistemes de navegació. Hi ha tres mètodes habituals de proveir d'electricitat a un AGV: bateries elèctriques, transmissió d'energia sense fil i sistemes híbrids, que combinen els dos mètodes anteriors. Els vehicles de guiat automàtic que funcionen a l'exterior poden estar equipats amb un motor dièsel o de gasolina, tot i que és menys comú.
Les bateries més usades en els AGV són les bateries de plom i àcid, bateries de gel de plom-àcid i bateria de níquel i cadmi. L'any 2015 les bateries NiMh o Li-ion encara no eren part dels models estàndard. Aquest mètode té un cost baix i es pot aprofitar el pes per fer el vehicle més estable, amb el desavantatge que els temps de càrrega de les bateries són llargs. Per altra banda, el mètode de transmissió d'energia sense fil més habitual consisteix en dos cables conductors instal·lats al terra, a la ruta que segueix l'AGV, que generen un camp magnètic d'una freqüència d'entre 20 i 25 kHz. Un circuit al vehicle, a uns 2 cm del terra, és induït pel camp magnètic i transfereix l'energia, amb un valor estàndard de 800 W. Aquest sistema és apropiat per recorreguts simples, no necessita recàrregues i poc manteniment, però per contra requereix una instal·lació al terra. Finalment, els sistemes híbrids consisteixen en vehicles de guiat automàtic equipats amb un sistema de transmissió sense fil i una petita bateria auxiliar, que generalment segueix un doble conductor però se'n pot separar i funcionar durant un curt període amb la bateria. Aquesta configuració és la més flexible però també la més complexa i difícil d'instal·lar.

### Control
El sistema de control d'un AGV consisteix en el programari i maquinari usat per coordinar múltiples vehicles de guiat automàtic i integrar els AGV en les operacions. Bàsicament és un programa d'ordinador que funciona en una o més computadores i dona ordres als diferents robots.

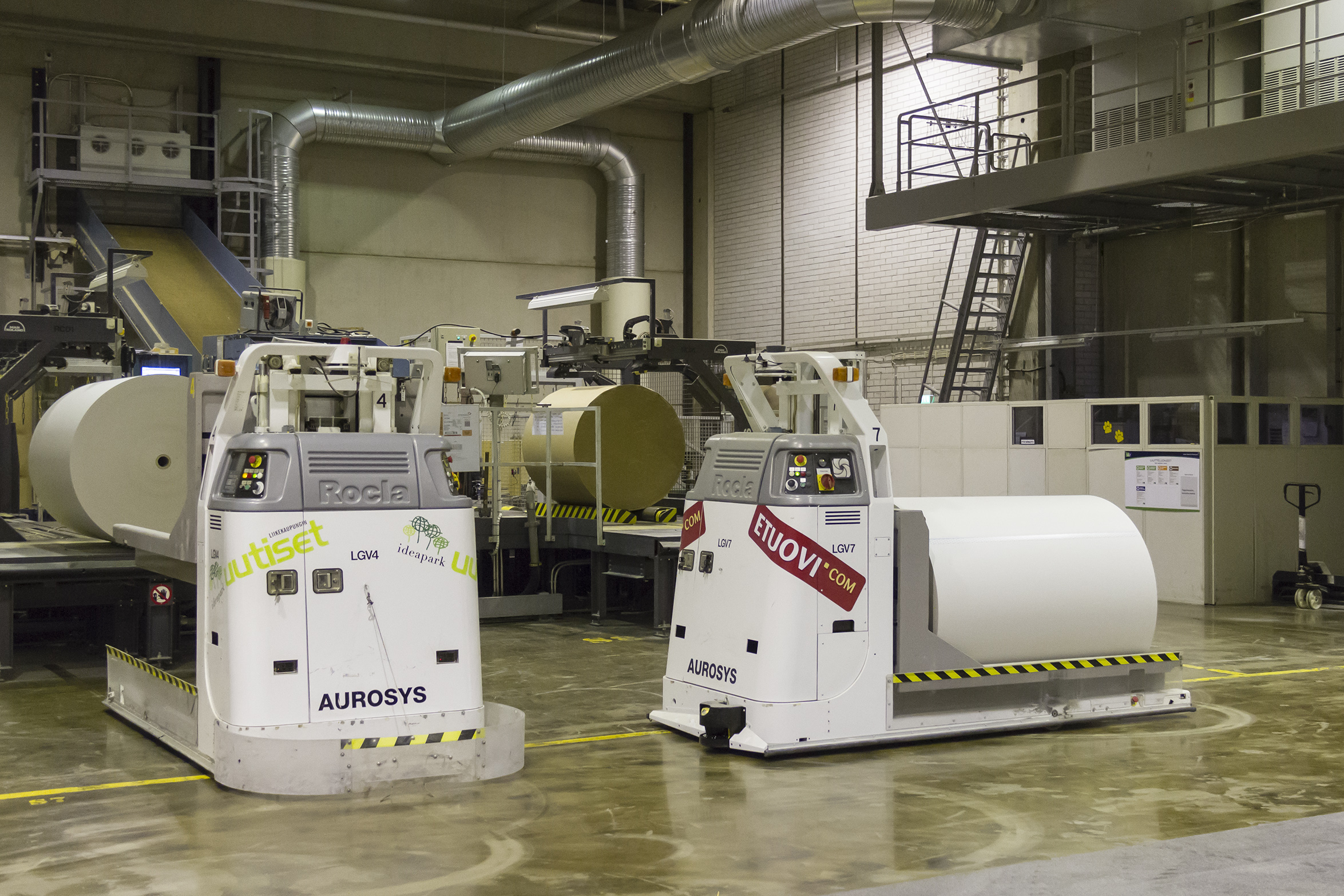
El control és especialment important quan hi ha múltiples vehicles de guiat automàtic, com en aquesta fàbrica paperera de Finlàndia.

Generalment, els AGV actuals no es comuniquen entre ells i rarament decideixen el següent objectiu de manera independent. Per organitzar-los, la presa de decisions està centralitzada en un sistema de control, que està programat amb normes per optimitzar el transport. En instal·lacions simples, amb pocs vehicles, el sistema de control no és necessari i es poden donar les ordres de transport de forma manual. En configuracions a gran escala el sistema de control és vital, interconnectant tots els vehicles amb els perifèrics i l'emmagatzematge de dades. Les dades que transmeten els robots poden servir per actualitzar la planificació de recursos empresarials o el flux de materials.

### Entorn
Els AGV són sistemes de transport flexibles i es poden instal·lar a gairebé qualsevol entorn industrial. Tot i això, la implantació s'ha de planejar amb temps i s'hi han de tenir en compte múltiples aspectes. Concretament s'han de planificar les condicions de l'entorn d'operacions, el posicionament de perifèrics i la interacció amb els operaris.

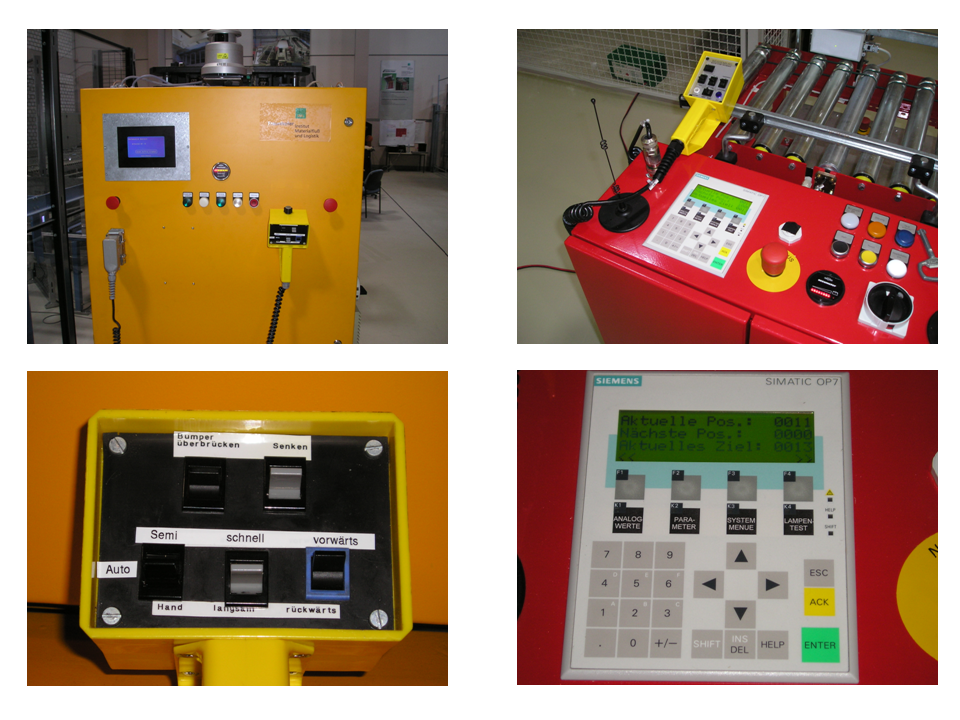
Diferents elements perifèrics pel control d'un AGV.

En les condicions on treballarà l'AGV s'han d'evitar temperatures extremes, elevada humitat de l'aire, camps magnètics potents i contaminants a l'aire com dissolvents, partícules de pintura o gasos explosius. També s'ha de procurar que el terra sigui llis, pugui resistir la pressió del vehicle carregat i tingui un coeficient de fricció d'entre 0,6 i 0,8. A la distribució de planta també s'ha de preveure un carril de pas pels robots, clarament marcat, amb una distància de seguretat als laterals de 50 cm.
Els vehicles de guiat automàtic també necessiten perifèrics instal·lats a l'entorn. A més a més dels sistemes per navegar, un AGV generalment també necessita espai en planta per l'ordinador de control, una estació de canvi o recàrrega de bateries i un lloc de càrrega i descàrrega de productes.
Finalment també s'ha de considerar com interactuaran els robots amb els operaris. Generalment els AGV circulen pels mateixos llocs que els treballadors, però tenen un espai de pas reservat, que s'hauria de marcar clarament pintant el carril i amb senyals d'alerta. Excepcionalment, aquests carrils poden estar separats físicament amb barreres per evitar que ningú hi entri. També es recomana que els empleats que hagin d'interactuar amb els robots siguin instruïts en el seu funcionament.

### Navegació i seguretat
El moviment dels vehicles de guiat automàtic està dividit en dos aspectes: navegació i seguretat. La navegació és el mètode mitjançant el qual el robot manté la seva trajectòria cap al seu destí. Per altra banda, la seguretat és el sistema per evitar col·lisions. Les persones tenen en compte aquests dos aspectes simultàniament, quan veuen un obstacle canvien de ruta sense parar. Per contra, els AGV segueixen sempre la mateixa ruta i quan el sistema de seguretat detecta un obstacle atura el robot.

#### Navegació
Per navegar, els AGV han de saber a quina posició de l'àrea de treball estan ubicats, normalment fan servir unes coordenades i orientació respecte un punt de referència. Per determinar aquests valors, generalment, es fan servir dos sistemes: odometria i marcadors/sensors.
L'odometria, en anglès també conegut com a dead reckoning, serveix al robot per saber la seva pròpia posició simplement amb sensors interns. En el cas dels vehicles de guiat automàtic se solen fer servir codificadors rotatius a les rodes i unitats de mesura inercial. El problema d'aquests sistemes és que són imprecisos: les rodes poden patinar o aixafar-se segons el pes de la càrrega, afectant els codificadors rotatius, i les IMUs pateixen d'error acumulat, perquè integren la seva posició a partir de l'acceleració. Per solucionar aquests errors, es fan servir sensors addicionals o marcadors. Els marcadors són punts de referència col·locats en posicions especifiques del recorregut, coneguts pel robot, i que permeten corregir l'error acumulat o fins i tot navegar sense odometria. De sensors i marcadors n'hi ha de molts tipus, els més habituals són: cable inductiu, cinta magnètica o òptica, punts d'ancoratge magnètics en línia o matriu, triangulació làser amb reflectors i triangulació de radiofars o GPS.

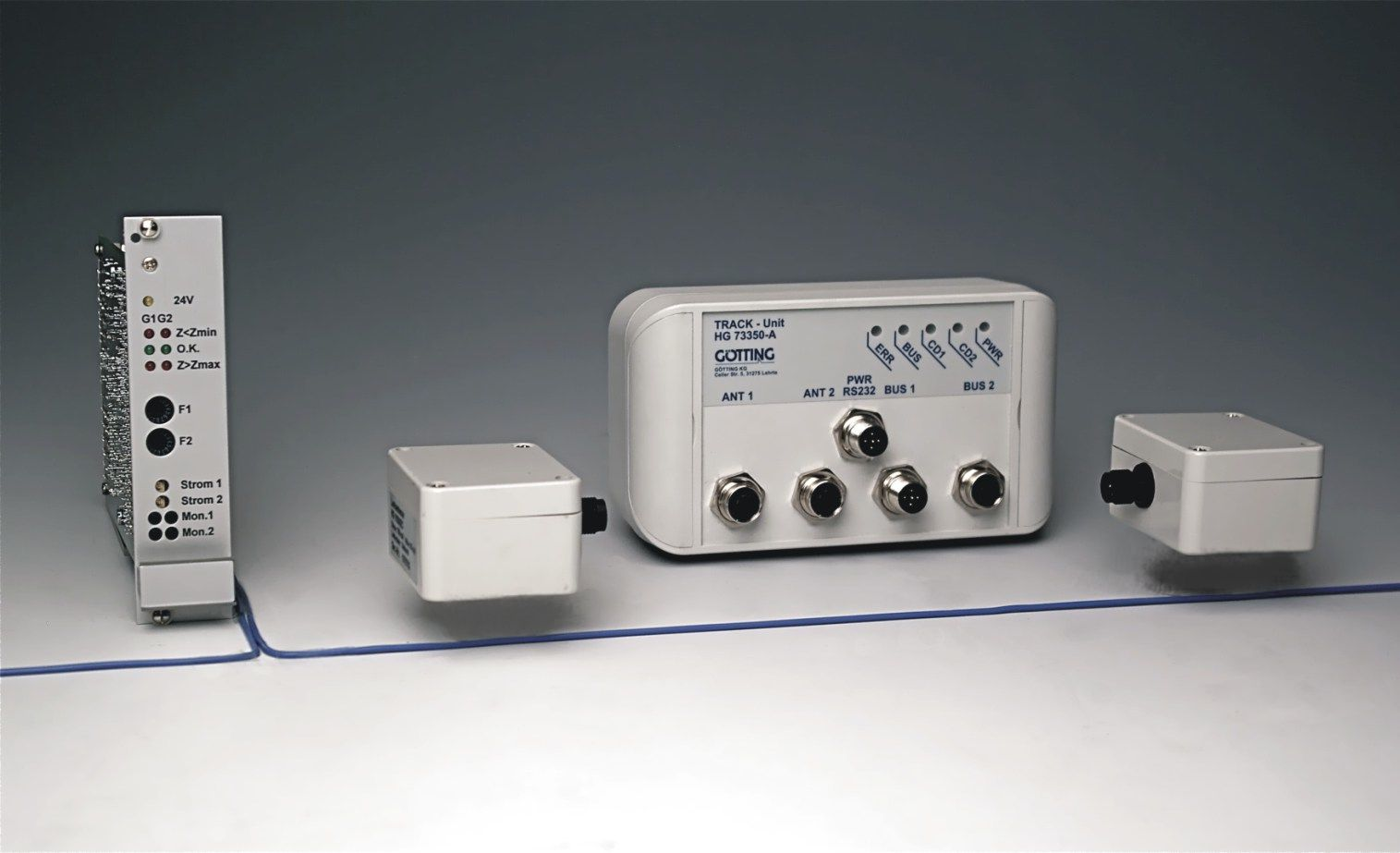
Components d'un sistema de navegació per cable inductiu.

El primer mètode, el cable inductiu, consisteix en un fil elèctric enterrat a pocs centímetres de la superfície. Aquest cable sol estar alimentat a 10-100 mil·liamperes, induint un camp magnètic, i es poden diferenciar rutes fent servir diferents freqüències, que solen ser de 4-20 kilohertz. El camp induït pot ser detectat per bobines o sensors d'efecte Hall muntats al robot. La diferència de corrent entre bobines, o voltatge entre sensors, serveix per determinar la desviació del cable i controlar els motors fent servir realimentació negativa. Aquest mėtode va ser àmpliament usat a la segona generació d'AGV, a partir de la dècada dels 70, però actualment no és menys popular. Aquesta solució és simple i robusta, però té els desavantatges de ser inflexible i d'instal·lació costosa.
El segons tipus de navegació fa servir cinta magnètica o òptica. En el primer cas, una cinta especial, ferromagnètica, és enganxada al terra. A 10-30 mm el robot disposa de sensors magnètics capaços de detectar els marges de la cinta i dirigir el robot. També es pot fer servir una cinta adhesiva, o pintura, d'un color que contrasti amb el terra. Diferents sensors de radiació infraroja o una càmera a sota del vehicle poden detectar el color i seguir el cable. L'avantatge principal d'aquests sistemes és que són assequibles i molt fàcils de manipular i instal·lar. Per contra, són més difícils d'ampliar i la cinta es pot fer malbé ràpidament.

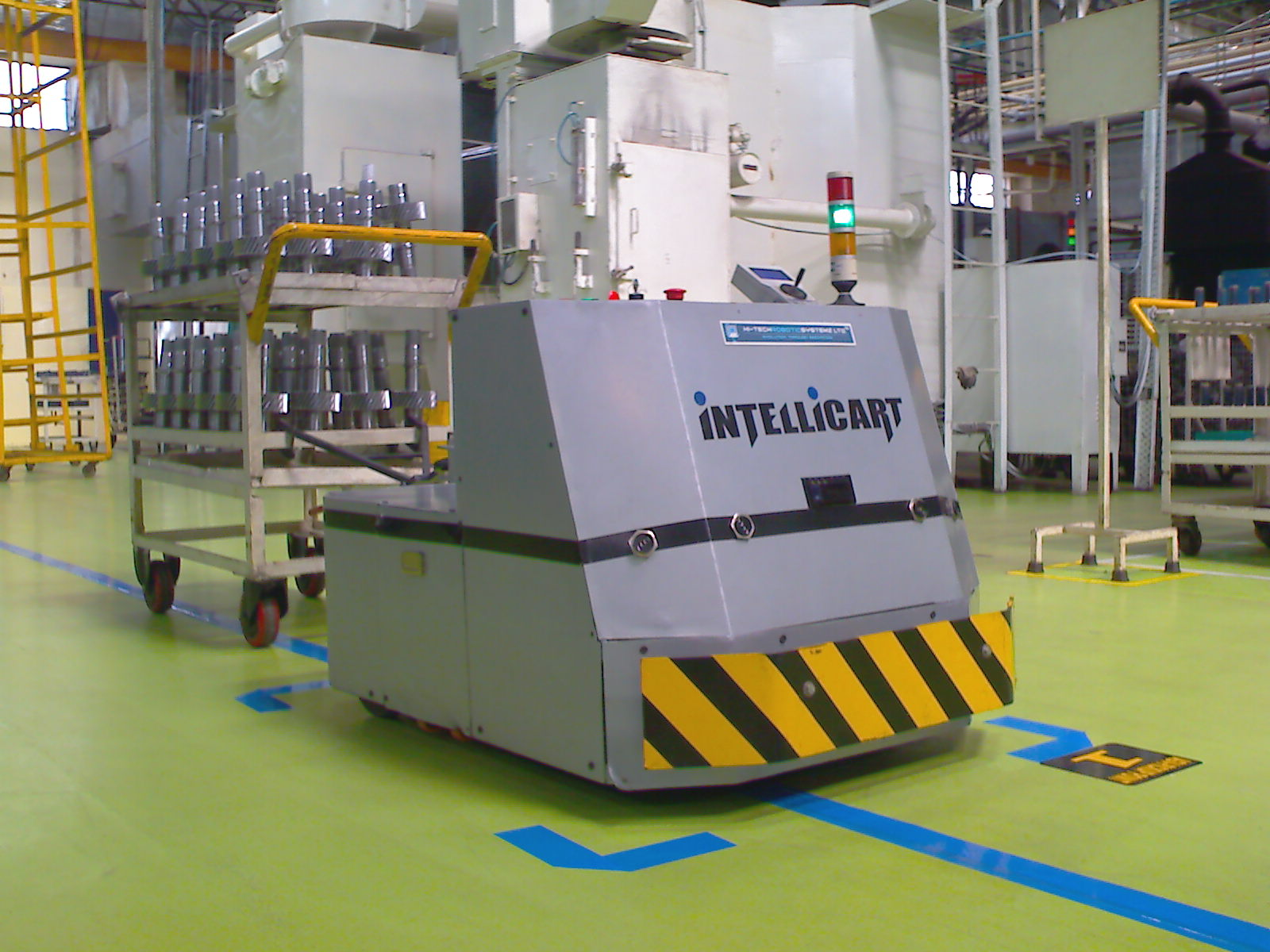
Un AGV per transport de peces amb un sistema de navegació basat en cinta òptica de color blau.

Un altre tipus de marcadors són els punts d'ancoratge magnètics. En aquest cas, múltiples imants permanents o transponedors són enterrats cada 1 o 10 m formant una línia o matriu. El robot es mou fent servir l'odometria, però corregeix l'error fent servir aquests marcadors de referència. Els imants solen ser d'un aliatge de neodimi-ferro-bor (NdFeB), generant un fort camp magnètic, i cilíndrics, amb una llargada de 5-30 mm i un diàmetre de 8-20 mm. Un cop col·locats se solen tapar amb resina epoxi. Al vehicle de guiat automàtic hi sol haver un grup de nou sensors d'efecte Hall, administrats per un processador, que determinen la posició dels imants. Si el robot treballa a l'exterior se solen fer servir transponedors, que s'activen per inducció del sensor i envien un codi únic per determinar la seva ubicació. L'avantatge d'aquest mètode és que es pot canviar fàcilment la ruta, adaptant únicament el software, amb el desavantatge que s'ha de fer una instal·lació costosa.
Un altre mètode de determinar la posició de l'AGV és la triangulació làser. El robot disposa d'un escàner làser a una alçada elevada que gira constantment. A determinats punts de la fàbrica, a la mateixa altura, hi ha uns reflectors. Quan dos feixos de llum tornen a l'escàner el robot és capaç de triangular la seva posició a partir de les distàncies i angles. En aquest cas no és necessari fer cap instal·lació al terra i el robot és flexible en la zona amb reflectors. I el principal problema és que l'AGV necessita un suport elevat amb uns reflectors que no es puguin obstruir i on la llum externa no hi interfereixi.

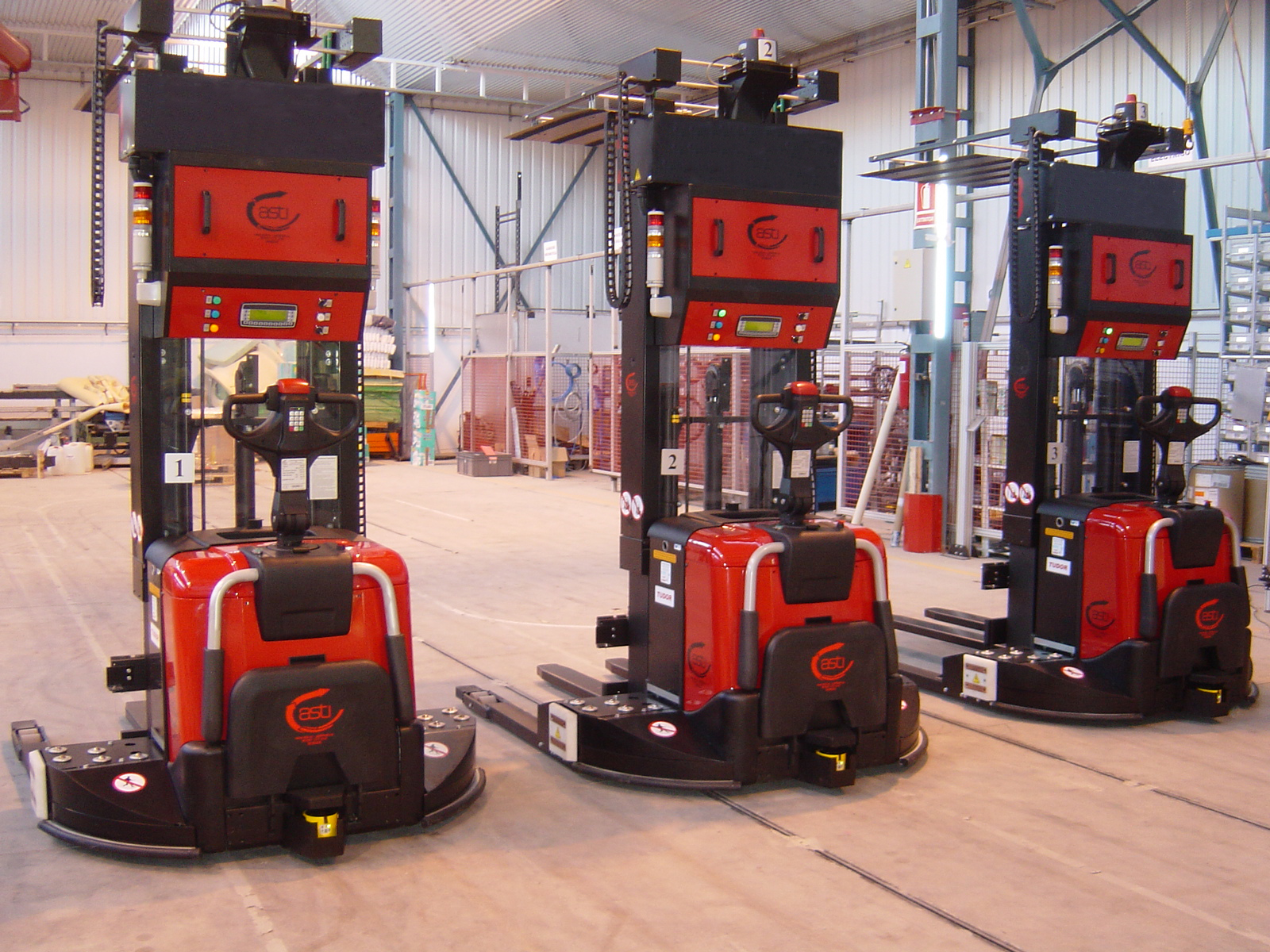
Vehicles de guiat automàtic guiats per triangulació làser, amb reflectors instal·lats a les columnes de la fàbrica.

L'últim mètode de navegació habitual és la triangulació fent servir radiofars o GPS. Tot i que el GPS es pot fer servir, generalment a dins de fàbriques el senyal no arriba amb prou intensitat. Per aquest motiu, es poden instal·lar uns emissors d'ones de ràdio que el robot fa servir per triangular la seva posició. Aquest mètode és molt flexible i funciona bé en espais molt grans, per contra és menys precís i es necessiten marcadors menys assequibles.

#### Seguretat
L'equipament de seguretat dels vehicles de guiat automàtic consisteix en un polsador de parada d'emergència, senyalitzador acústic i òptic, frens mecànics independents, suport de càrrega segur i un sensor capaç de detectar persones o objectes abans de xocar. Els sensors poden ser de contacte o no, tot i que sovint es combinen, per exemple un contactor d'espuma amb un detector d'obstacles d'ultrasons o làser. Aquest conjunt permet que el robot s'aturi abans de topar amb un obstacle.
Per certificar que els vehicles de guiat automàtic són segurs hi ha dues lleis principals: l'EN 1525, a la Unió Europea, i l'ANSI/ITSDF B56.5-2012, als Estats Units d'Amèrica. A més a més, els diferents sistemes dels AGV estan regulats per organismes legislatius i també hi ha guies amb recomanacions d'associacions d'estandardització i d'enginyeria. Tot i que la situació legal és subjecte a canvi constant, a la Unió Europea el 2015, les principals lleis reguladores eren: les EN 1525, 3691-4, 954-1, 14121, 1175-1, 1175-2, 1175-3, 982, 983 i les ISO 12100-1, 12100-2 i 13849-1, 13849-2. Les següents guies de l'Associació d'Enginyers Alemanys i l'ASTM International també són destacables: les VDI 2510, 2710, 4452 i les F3200, F3244 i F3327.

## Història
Els vehicles de guiat automàtic són una tecnologia que es va desenvolupar a la dècada dels 50 i que s'estén fins avui. Durant aquest període es poden identificar quatre grans etapes, amb diferències d'ús a la indústria i de la tecnologia emprada.

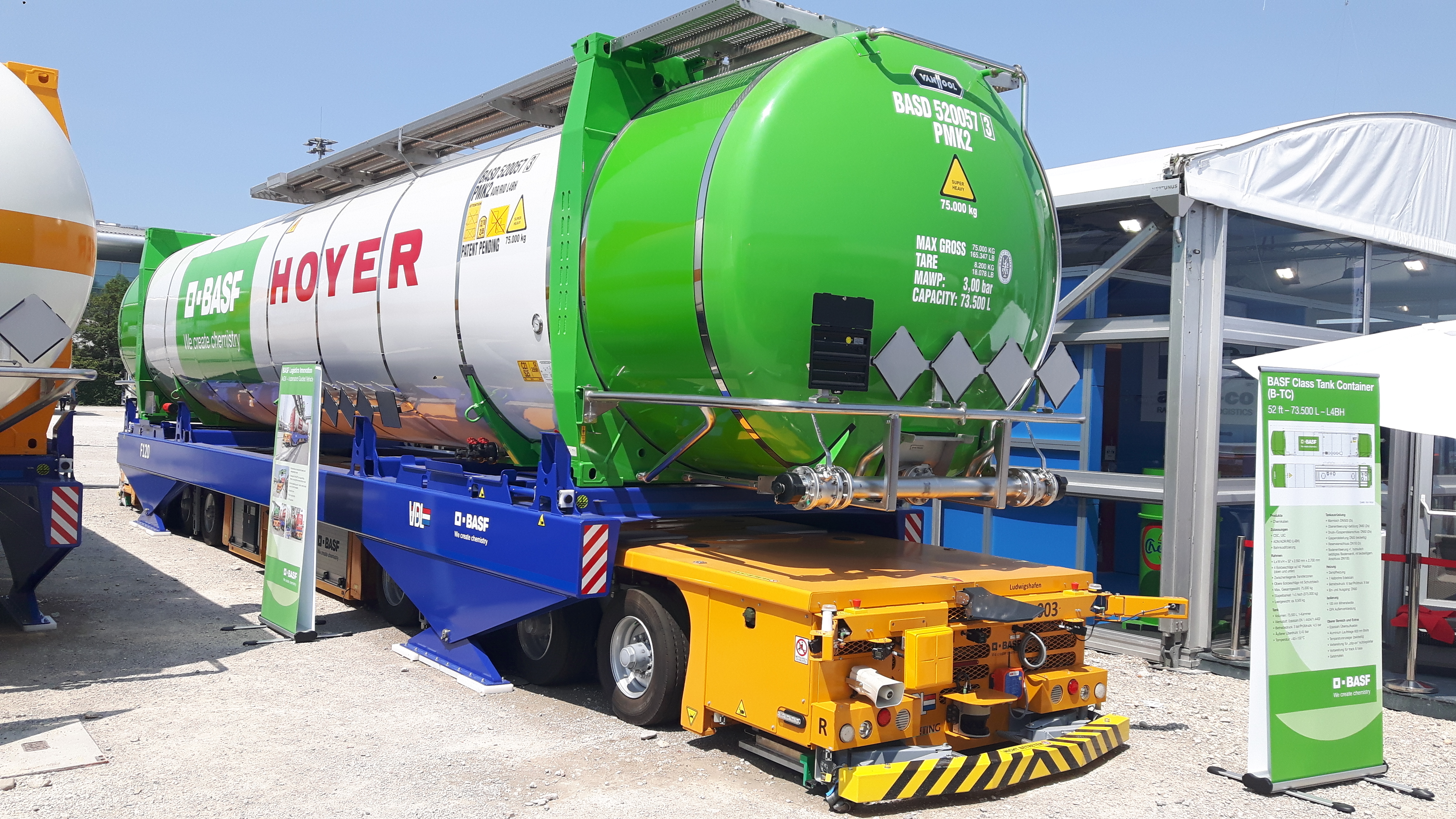
Un vehicle de guiat automàtic pel transport de contenidors de l'empresa BASF, fotografiat l'any 2019.

La primera era dels AGV va començar amb la introducció del primer vehicle de guiat automàtic, el Guide-O-Matic, inventat per Arthur M. Barrett l'any 1953. Barrett va tenir la idea de substituir els conductors dels vehicles industrials fent servir un automatisme i va dur a terme aquesta idea a l'empresa Barrett-Cravens d'Illinois, instal·lant el primer AGV a la Mercury Motor Freight Company, Columbia, l'any 1954. Aquest primer model era rudimentari, seguia un cable magnètic amb vàlvules de buit i evitava xocar amb un contactor o amb una parada d'emergència, tot i això el concepte es va popularitzar ràpidament. A Anglaterra, l'empresa EMI va entrar al mercat l'any 1956 amb un AGV capaç de seguir una línia pintada al terra amb un sensor òptic. El 1962 i 1963, les companyies alemanyes Jungheinrich i Wagner Fördertechnik també van començar a introduir vehicles de guiat automàtic amb sensors òptics. Aquests primers AGV eren senzills i anaven d'estació a estació a fàbriques i magatzems de tot tipus, tot i que se'n van instal·lar poques unitats.
La segona era, que va durar des de la dècada dels 70 fins a principis dels 90, va estar marcada per grans millores dels vehicles de guiat automàtic gràcies a la introducció de l'electrònica i l'eufòria per l'automatització. Els microprocessadors i els sensors van millorar la navegació, les bateries van incrementar la capacitat, es va estandarditzar l'ús de la navegació per cable inductiu i el transport de càrregues es va millorar fins a permetre l'ús d'AGV en cadenes de muntatge. Durant aquest període la demanda va estar marcada, principalment, per la indústria automobilística, que feia instal·lacions d'AGV que sovint arribaven al centenar d'unitats. Aquesta tendència es trencaria durant la recessió de principis dels 90. Tot i ser més robustos, els AGV encara eren poc flexibles i canviar les rutes resultava molt car. Simultàniament l'impacte de les tècniques japoneses de lean manufacturing, que augmentaven la productivitat reduint els costos, va fer que la implantació d'AGV es desaccelerés.
La tercera era va durar des de mitjans dels 90 fins al 2010 i es va caracteritzar per vehicles que navegaven sense seguir una cable, adaptar nous sensors a distància i la introducció d'estàndards per a l'ús dels vehicles de guiat automàtic. Durant aquest període es van diversificar els usuaris d'AGV, tot i que els clients en feien servir menys unitats que durant la segona era.
Des del 2010 s'està desenvolupant una quarta generació de vehicles de guiat automàtic. En aquest cas els sistemes es caracteritzen per nous sensors de baix cost, connectivitat via Internet i més simplicitat d'ús. Aquests nous models s'han vist impulsat pel ràpid consum a través del comerç electrònic.